# Phlyctaenomorpha
Phlyctaenomorpha és un gènere d'arnes de la família Crambidae.

## Taxonomia
- Phlyctaenomorpha afghanalis Amsel, 1970
- Phlyctaenomorpha sinuosalis (Cerf, [1910])